# René Barbier (Fechter)
René Barbier (* 4. März 1891 in Lyon; † 14. Februar 1966 in Pully, Schweiz) war ein französischer Degenfechter.

## Erfolge
Bei den Olympischen Spielen 1928 erreichte René Barbier in Amsterdam mit der Mannschaft die Finalrunde, in der sie sich lediglich Italien geschlagen geben musste. Gemeinsam mit Gaston Amson, Émile Cornic, Georges Buchard, Bernard Schmetz und Armand Massard gewann er somit die Silbermedaille.